# Ив Сен-Жур
Ив Сен-Жур (на френски: Yves Saint-Geours) е френски дипломат, историк, музеен работник.
Ив Сен-Жур е посланик в България от 2004 до май 2007 г. След това е назначен за директор на музейния комплекс Гран Пале в Париж.
Посланик е в Бразилия от 2009 до 2012 г. Автор е на книги и статии върху Латинска Америка.
Ив Сен-Жур е посланик в Испания от 2015 до 2019 г.
Почетен доктор на Нов български университет в София.